# ミッシャ・レヴィツキ
ミッシャ・レヴィツキ（Миша Левицкий; ラテン文字転写例:Mischa Levitzki 1898年5月25日 クレメンチュク - 1941年1月2日 ニュージャージー州エイヴォン＝バイ＝ザ＝シー）は、ウクライナ生まれのロシア系アメリカ人ピアニスト。ミッシャ・レヴィツキー、ミーシャ・レヴィツキなどとも表記される。

## 経歴
ワルシャワでアレクサンデル・ミハウォフスキにピアノを師事し、8歳でアントウェルペンにてデビューを果たす。次いで渡米して1906年から1911年までニューヨークの音楽芸術学校（ジュリアード音楽院の前身）に学び、ジグムント・ストヨフスキに師事した。1915年には、ベルリン高等音楽学校にてエルンスト・フォン・ドホナーニに師事し、メンデルスゾーン賞を得てピアノの研修期間を終える。この頃までにはヨーロッパ大陸やスカンジナビアを巡って演奏活動を行なっていた。1916年10月17日にニューヨークにおいて米国デビューを果たし、間もなく米国に居を構える。後に市民権を得てアメリカ合衆国に帰化した。没年の1941年まで世界中で演奏活動を行なった。
ピアノ用に数多くの編曲を遺すとともに、ベートーヴェンの《ピアノ協奏曲 第3番》のために独自のカデンツァを作成した。また、《ワルツ イ長調（Valse in A）》や《ガヴォット》、《ジプシー風ワルツ（Valse tzigane）》、《ユーモレスク》などのピアノ曲も残した。